# Siamo uomini o caporali?
Siamo uomini o caporali? é um filme italiano de 1955, dirigido por Camillo Mastrocinque.
Estreou em Portugal a 8 de Junho de 1956.

## Sinopse
Totò Esposito é um ator de teatro que, farto de aturar o administrador, ameaça matá-lo e acaba considerado louco e internado num hospital psiquiátrico. Aqui explica ao médico a sua teoria de que existem duas categorias de homens: os explorados e os exploradores (os que transpiram e os que fazem transpirar). De caminho relata episódios da sua assombrosa vida e o médico liberta-o, porque não o considera louco. À saida do hospital é atropelado pelo carro de um «explorador», de onde sai uma mulher que ele amou em tempos.

## Elenco
- Totò: Totò Esposito
- Paolo Stoppa: il "caporale" nei vari personaggi (Meniconi il capocomparsa, il fascista, il colonnello nazista Hammler, il colonnello americano Mr. Black, il direttore di Ieri, oggi, domani, il piccolo imprenditore lombardo)
- Fiorella Mari: Sonia
- Nerio Bernardi: lo psicanalista
- Vincent Barbi: il segretario di mr. Black
- Mara Werlen: Mimì
- Agnese Dubbini: la madre di Mimì
- Mario Passante: il sergente tedesco
- Henry Vidon: il medico tedesco
- Gino Buzzanca: il regista
- Filippo De Pasquale: l'operatore
- Loris Gizzi: il tenore
- Giacomo Furia: Nerone
- Franca Faldini: Gabriella, una giornalista
- Rosita Pisano: Filomena Ossobuco
- Vinicio Sofia: Cesarino Ossobuco
- Gildo Bocci: un testimone
- Salvo Libassi: un giornalista
- Gianni Partana: un giornalista
- Sylva Koscina: l'aspirante attrice

## Ligações Externas
- Antonio Curtis:Siamo uomini o caporali?